# Galina Igorewna Schirschina

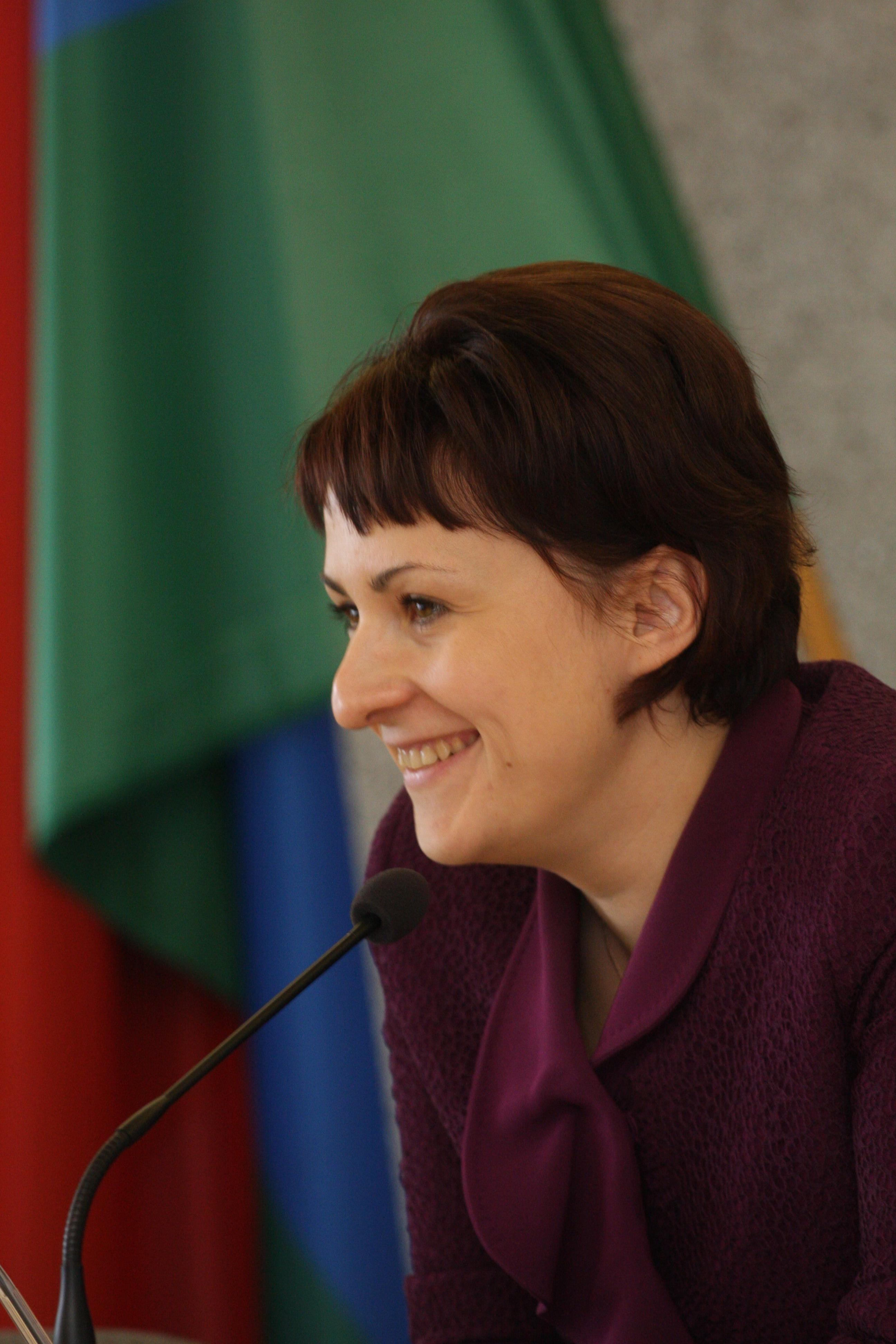
Galina Schirschina (2015)

Galina Igorewna Schirschina (russisch Галина Игоревна Ширшина; * 12. Mai 1979 in Alakurtti, Oblast Murmansk, UdSSR) ist eine russische Politikerin und Psychologin. Sie war von 2013 bis 2015 die erste weibliche Bürgermeisterin der Stadt Petrosawodsk.

## Leben
Galina Schirschina wurde am 12. Mai 1979 als Tochter eines Militärangehörigen und einer Lehrerin im Dorf Alakurtti geboren. 1984 siedelte die Familie nach Petrosawodsk über.
Seit 1997 studierte sie an der Psychologischen Fakultät der Karelischen Staatlichen Pädagogischen Universität in Petrosawodsk. 1999 wurde sie zur Vorsitzenden der Studentenvertretung der Universität für fünf Jahre gewählt. 2001 beendete sie ihr Studium als Praktische Psychologin. Sie begann eine Tätigkeit als Assistentin am Lehrstuhl für Psychologie. 2003 begann sie als Dozentin dort zu lehren. 2004 wurde sie Preisträgerin in einem landesweiten Wettbewerb für Studentenführer.
In diesem Jahr begann sie, in politischen Projekten der Partei Jabloko mitzuarbeiten. Im Wahlkampf unterstützte sie deren Kandidaten mit psychologischen Trainings.
2005 wurde Galina Schirschina Leiterin der Abteilung für studentische Angelegenheiten der Universität.
2007 wurde sie an der Fakultät für Entwicklungspsychologie der Staatliche Pädagogische Herzen Universität St. Petersburg promoviert.
2010 wurde sie als Dozentin an die Karelische Staatliche Pädagogische Akademie am Lehrstuhl für Pädagogische Psychologie berufen.

## Politische Laufbahn
Im September 2013 wurde sie als Kandidatin der Opposition als erste Frau ins Bürgermeisteramt von Petrosawodsk gewählt. Sie löste den unbeliebten Vorgänger von der Partei „Einiges Russland“ ab.
Zu Beginn ihrer Amtszeit versprach sie eine transparente Amtsführung. Sie informierte die Bürger der Stadt regelmäßig über ihre Tätigkeit. Sie setzte sich für die Erhöhung von Löhnen und Gehältern in der Stadt ein, senkte die Preise für den öffentlichen Nahverkehr und konnte im ersten Jahr das Kostendefizit der Stadt deutlich senken. Sie schuf eine Internetplattform für die Anliegen der Bürger und einen Fonds für ausgesetzte Tiere.
Im Dezember 2015 wurde sie von den Abgeordneten des Stadtparlaments mit sofortiger Wirkung abgesetzt, zur Nachfolgerin wurde Irina Miroschnik bestimmt. Ihre Einsprüche bei verschiedenen Gerichten bis zum Obersten Gericht Russlands blieben erfolglos. Seit 2016 ist Galina Schirschina als Beraterin der neuen Vorsitzenden der Partei Jabloko Emilia Slabunowa tätig. Sie war eine von zehn Kandidaten auf der Landesliste der Partei für die Duma-Wahlen 2016.

## Auszeichnungen
- 2015: Auszeichnung von RBC Informations Systems in der Kategorie „Staatsmensch“[2]